# سرتنغ بيوارة (لوداب)
سرتنغ بیوارة (بالفارسية: سرتنگ پیواره) هي قرية تقع في إيران في قسم لوداب الريفي. يقدر عدد سكانها بـ 30 نسمة بحسب إحصاء 2016.